# 重子生成
在物理宇宙學當中，重子生成（Baryogenesis，英語又作Baryosynthesis）是一個物理上的過程，而一般猜想說這過程發生於宇宙早期且是導致重子不對稱的原因，而所謂的重子不對稱，指的是在已觀測的宇宙中物質（重子）和反物質（反重子）數量不平衡的現象。
在當代物理學上，一個顯著的問題是為何在宇宙中，物質會遠多於反物質，也就是做為一個整體，宇宙似乎有著大於零的重子數；而根據宇宙學的假定，我們現今觀察到的粒子，應當是透過和跟我們現今所觀測到的一樣的物理法則產生的，而根據已知的物理法則，宇宙整體的重子數應該是零，也就是說，物質跟反物質應該要一樣多，但這不合於觀測到的事實。學界目前已提出多種理論機制以解釋這落差，而這些機制的目的是在解釋味對稱的破壞與普通物質（而非反物質）的發生。就目前的觀點，這不對稱性必須要非常小，小到在大爆炸後遠短於一秒的時間單位內，大約每1630000000個粒子才會有一個出現不對稱性的程度；而在物質與反物質相互湮滅後，剩下來的重子，以及為數更加龐大的玻色子，構成了現今宇宙所有的重子物質和其他的東西；然而2010年費米實驗室的報告指出，重子物質間的不對稱性，可能遠比之前預想的更大。相關實驗包括了一系列的粒子對撞實驗，而在這些粒子對撞實驗中生成的物質，比反物質還多出1%，而迄今為止造成此落差的原因尚屬未知。
多數的大統一理論都蓄意打破重子數對稱，因為是解釋物質與反物質數量不對稱的方法之一，而在這些模型中，重子數對稱的破壞，往往都涉及質量非常大的X玻色子（
X
）或者質量也相當大的希格斯玻色子（
H0
），
而這類事件發生的速率，取決於作為中介粒子的
X
和
H0
的質量，因此在假定這些反應是造成宇宙中的重子數的主要原因的情況下，可以計算出這些粒子的質量上限，而這是因為若這些粒子的質量太大的話，相關反應的速率就會太慢，以致無法解釋現今觀察到的重子數所致；而根據這些模型的預測，若能取得大量的物質，就能偶爾觀察到質子衰變的現象，但迄今學界尚未觀察到質子衰變，因此物質與反物質數量出現不對稱的原因，至今依舊是個謎。
重子生成的理論是奠基於對粒子交互作用的兩種描述之上的，其中第一種是電弱交互作用（也就是標準模型描述的範圍）的框架下的重子生成，這種重子生成會在電弱時期時出現；另一種是大統一理論框架下的重子生成，這種重子生成會在大一統時期時或這段時間後不久出現；而量子場論與統計物理學是描述這些現象可能機制的工具。
在重子生成後，接著發生的是太初核合成，在其中原子核開始形成。

## 背景
絕大多數的普通物質都可在原子核中找到，而原子核是以質子和中子構成的；而質子和中子又都是以夸克所組成的；而1928年提出的狄拉克方程式又預測了這些粒子的反粒子存在；而在那之後，每種反夸克的存在都在實驗中得到證實；此外，根據目前關於宇宙創生的理論的預測，宇宙應該會有數量幾近相等的夸克與反夸克，
而在宇宙冷卻到大約2×1012 K的臨界溫度後，夸克開始形成普通物質與反物質並開始彼此湮灭，但其起始條件中，有極其微小的不對稱（一說認為這不對稱的程度大約為五百億分之一），因此湮灭會剩下少量的粒子，而這些粒子最終組成了我們生活周遭的各種物質；然而迄今為止，人們尚未在實驗中觀察到自由夸克與反夸克─夸克與反夸克總是都以三個組成一顆粒子的型態（重子）出現，或一個夸克與反夸克成對組成一顆粒子的型態（介子）出現；此外，迄今為止也沒有任何實驗證據顯示可觀測宇宙中有顯著地以反物質組成的部分。
對於這種不平衡，有兩種主要的解釋：要不然宇宙的起始條件包含了微小的不平衡（也就是宇宙的總重子數不是零）；要不就是宇宙開始時是完美對稱的，但因為一些原因，一系列的現象導致了物質多於反物質的微小不平衡。這其中第二種解釋較受到物理學家的青睞，但迄今為止，並沒有實證上的理由認為這兩種解釋中有其中一種比較正確。

## 薩哈羅夫要件下的大統一重子生成
1967年，安德烈·德米特里耶维奇·萨哈罗夫提出了三個要件，而所有產生重子且使得物質和反物質有不同生成速率的交互作用，都必須滿足這些條件，薩哈羅夫是受到當時新近發現的宇宙背景輻射與K介子系統中出現的CP破壞的啟發，而出現這些想法的。
以下是薩哈羅夫提出的三個要件：
- 重子數（{\displaystyle B}）守恆的破壞。
- 電荷共軛對稱與CP對稱的破壞。
- 在熱力學平衡之外的交互作用。

一般認為，重子數守恆的破壞是讓重子的產生得以遠多於反重子的必要關鍵，但電荷共軛對稱的破壞也是必要的，而電荷共軛對稱的破壞，使得生成重子多於反重子的交互作用，不至於受到生成反重子多於重子的交互作用所抵銷；類似地，CP破壞也是必要的，不然的話，宇宙應該會生成數量相等的左手性重子與右手性反重子。最後，這些交互作用必須在不處於熱平衡的條件下進行，不然的話CPT對稱會使得增加和減少重子數的交互作用彼此補償。
截至目前為止，尚未有實證證據顯示說在某些交互作用中，重子數守恆會因微擾而受到破壞，而這顯示說任何觀察到的粒子交互作用，在之前和之後都有一樣的重子數；而在數學上，（微擾）標準模型的哈密頓算符與重子數量子算符的交換子為零：{\displaystyle [B,H]=BH-HB=0}；然而，已知標準模型中重子數守恆只會在非微擾的狀況下受到破壞：全局U(1)反常。為了解釋重子生成時的重子數守恆破壞，大統一理論（GUTs）和超對稱模型（SUSY）等常常會假定此類的事件（包括質子衰變）可透過X玻色子等假想的高質量玻色子發生。
這其中第二個條件，也就是CP對稱的破壞，已於1964年發現（直接的CP破壞，也就是CP對稱的破壞，則之後在1999年發現）；而由於CPT對稱的緣故，CP對稱的破壞也必然導致時間反演對稱的破壞。
在最後一個條件，也就是熱力學不平衡的場景中，生成重子不對稱的反應，其速率必須低於宇宙膨脹的速率，在這情境下，粒子與其對應的反粒子會因為宇宙快速膨脹的緣故，而無法達到熱平衡，並進而導致成對湮灭發生的可能降低。

## 標準模型框架下的重子生成
標準模型可以包含重子生成；然而這框架下的總重子數可能不足以解釋觀察到的重子不對稱，而就目前觀察到的狀況，宇宙早期的夸克數要大約多於夸克─反夸克對的十億分之一，才能解釋宇宙中所有觀察到的物質； 截至目前為止，如何在標準模型中產生足夠的正反粒子不對稱已經得到初步解釋，細節仍有待進一步研究
 。

若要在標準模型框架下容納重子生成，那麼電弱對稱性破壞就必須是一個一級相變，而這是因為若非如此的話，那滑子就會減少因此產生的重子數不對稱；而在此之外，任何重子數不守恆的交互作用都是可忽略的。
相變發生處的領域牆會自發性地破壞宇稱守恆，而這使得破壞CP對稱的交互作用，得以在牆的兩邊同時破壞電荷共軛對稱，其中夸克傾向在發生對稱破缺的相的一邊累積，而反夸克則傾向在沒發生對稱破缺的相的一邊累積；由於導致CP破壞的電弱交互作用之故，一些涉及夸克的放大機制與一些涉及反夸克的相應機制彼此不相等，但有著相反的相（見卡比博-小林-益川矩阵與K介子）；而由於時間反演會將這放大機制變成其複共軛之故，因此在整個過程中，CPT守恆依舊成立。
盡管有些放大機制有著相反的相，但由於夸克與反夸克都有著正能量之故，因此隨著其於時空中的移動，夸克跟反夸克都會得到相同的相；而其相也取決於其質量，夸克跟反夸克的質量取決於希格斯真空期望值等會隨著領域牆而變的數值與其味，但此外夸克跟相應的反夸克質量相等，因此夸克放大機制的特定和與反夸克相應機制的和，其絕對值會有所不同。總之，夸克與反夸克在通過領域牆時，可能有著不同的反映與不同的傳輸機率，而觀察到的結果就是，比起反夸克，有更多夸克從沒發生對稱破缺的相成功轉移至另一邊。
因此總地而言，有道重子流通過領域牆；而由於在沒發生對稱破缺的相一端常見的滑子過渡機制之故，因此在沒有發生對稱破缺的相一端、以反重子形式存在的反重子物質會變成輕子；然而，在發生對稱破缺的相的一端，滑子本身相當少見，因此無法有效減少這裡多餘的重子，因此這機制的淨效應就是產生更多的重子（與輕子）。
在這場景當中，非微擾性的電弱交互作用（像例如滑子）是重子數對稱破壞的主因，而微擾性的弱交互作用在拉格朗日量則是造成CP破壞的主因，而領域牆的存在則是熱力學不平衡與宇稱守恆破壞的主因，此點與CP破壞一起在領域牆的兩邊導致了電荷共軛對稱的破壞。

## 宇宙中的重子物質
重子生成的核心問題是什麼導致了宇宙中物質多於反物質，以及這不平衡的程度，這其中一個重要的量化指標是「不平衡參數」，其公式如下：
{\displaystyle \eta ={\frac {n_{B}-n_{\bar {B}}}{n_{\gamma }}}}
在此nB與nB分別表示重子與反重子的數量密度，而nγ則是宇宙背景輻射光子的數量密度。
根據大爆炸模型，在絕對溫度大約3000K時候，物質與宇宙背景輻射退耦合，而這表示當時的平均動能大約為3000 K / (10.08×103 K/eV) = 0.3 eV；在退耦合後，宇宙背景輻射的總光子數大致保持恆定，因此隨著時空的膨脹，其光子密度降低，而在平衡溫度T下每立方公分的光子密度由下式給出：
{\displaystyle n_{\gamma }={\frac {1}{\pi ^{2}}}{\left({\frac {k_{B}T}{\hbar c}}\right)}^{3}\int _{0}^{\infty }{\frac {x^{2}}{e^{x}-1}}\operatorname {d} x={\frac {2\zeta (3)}{\pi ^{2}}}{\left({\frac {k_{B}T}{\hbar c}}\right)}^{3}\approx 20.3\left({\frac {T}{1{\text{K}}}}\right)^{3}{\text{cm}}^{-3}}
在其中，kB是波茲曼常數，ħ是普朗克常数除以2π與真空中的光速c後的值，而ζ(3)則是阿培里常数。由於當今宇宙背景輻射的溫度為2.725 K之故，因此當今宇宙背景輻射光子的密度nγ大約為每立方公分有411顆宇宙背景輻射光子。
由於這些理由，因此可以認為，上面給出的不平衡參數η不是「最好」的參數，而更好的不平衡參數涉及熵密度s，其公式如下：
{\displaystyle \eta _{s}={\frac {n_{B}-n_{\bar {B}}}{s}}}
熵密度在宇宙演化的過程中相對保持恆定，而宇宙的熵密度可由下式給出：
{\displaystyle s\ {\stackrel {\mathrm {def} }{=}}\ {\frac {\mathrm {entropy} }{\mathrm {volume} }}={\frac {p+\rho }{T}}={\frac {2\pi ^{2}}{45}}g_{\text{⁎}}(T)T^{3}}
在其中，p與ρ分別為能量密度張量Tμν給出的壓力與密度；而g⁎則是在溫度為T（至少在於mc2 ≪ kBT的情況下）時的「無質量」粒子的有效自由度數量，此外，對於在溫度分別為Ti與Tj時，有著gi與gj的自由度的玻色子和費米子而言，
{\displaystyle g_{\text{⁎}}(T)=\sum _{\mathrm {i=bosons} }g_{i}{\left({\frac {T_{i}}{T}}\right)}^{3}+{\frac {7}{8}}\sum _{\mathrm {j=fermions} }g_{j}{\left({\frac {T_{j}}{T}}\right)}^{3}}
在當下，s = 7.04 nγ。

## 進行中的研究

### 與暗物質間的關聯
對於重子生成的原因，一個可能解釋是B介子生成，這現象指出，在宇宙的早期，像是B介子等粒子會衰變成一個標準模型重子與一個現在的科技尚不能觀察到的反暗重子，這程序假定在大爆炸核合成開始前的早期宇宙中，曾存在有一種高質量且長壽的標量粒子{\displaystyle \Phi }子，{\displaystyle \Phi }子實際的行為尚屬未知，但一般假定說在熱力學不平衡的條件下，這粒子會衰變成底夸克與反夸克，因此這滿足薩哈羅夫要件；而這些底夸克構成B介子，並馬上發生強子化，進入震盪CP破壞態{\displaystyle B_{s}^{0}-{\bar {B}}_{s}^{0}}，因此這滿足了另一個薩哈羅夫要件；之後這些震盪介子衰變成上述的重子與反暗重子對，其方程式為{\displaystyle B\rightarrow \psi {\mathcal {B}}{\mathcal {M}}}，其中{\displaystyle B}是作為母體的B介子，{\displaystyle \psi }是反暗重子，而{\displaystyle {\mathcal {B}}}則是普通重子，而{\displaystyle {\mathcal {M}}}則是在這粒子衰變過程中，滿足其他守恆律且質量較輕的額外介子。若這過程發生的夠快，那CP破壞效果就會在暗物質部份上延續；然而這樣違背薩哈羅夫要件中至少最後一條（或至少對之構成挑戰），因為在可見宇宙中的物質偏好，受到在暗物質中的新的反物質偏好所平衡，而這使得總重子數守恆。
B介子生成會導致衰變過程初始狀態與最終狀態間的能量缺失，若這現象確實受到紀錄，就可為暗物質提供一個實證解釋，諸如貝爾實驗跟BaBar实验等裝置了B介子工廠的粒子實驗室對B介子衰變極為敏感，且目前有能力偵測到B介子透過{\displaystyle B\rightarrow \psi {\mathcal {B}}{\mathcal {M}}}這條管道的衰變；此外，大型強子對撞機也有能力探索這類的衰變，而這是因為大型強子對撞機能夠產生多於貝爾實驗跟BaBar实验幾個數量級的B介子所致；然而，大型強子對撞機在加速器中控制B介子的初始能量的方面也面臨著更多的挑戰。

### 文章
1. ↑  Barrow, John D; Turner, Michael S. . Nature Physics. 11 June 1981, 291 (5815): 469–472  [24 December 2021]. Bibcode:1981Natur.291..469B. S2CID 4243415. doi:10.1038/291469a0.
2. ↑  Turner, Michael S. . AIP Conference Proceedings. 1981, 72 (1): 224–243  [24 December 2021]. Bibcode:1981AIPC...72..224T. doi:10.1063/1.33002.
3. 1 2 3 4  Liddle, Andrew.  3rd. Hoboken: Wiley. 2015. ISBN 978-1-118-69027-7. OCLC 905985679.
4. ↑  Perez, Pavel Fileviez; Murgui, Clara; Plascencia, Alexis D. . Physical Review D. 2021-03-24, 104 (5): 055007. Bibcode:2021PhRvD.104e5007F. S2CID 232352805. arXiv:2103.13397 . doi:10.1103/PhysRevD.104.055007.
5. ↑  
V.M. Abazov;  et al. . Physical Review D. 2010, 82 (3): 032001. Bibcode:2010PhRvD..82c2001A. PMID 20868090. S2CID 10661879. arXiv:1005.2757 . doi:10.1103/PhysRevD.82.032001.
6. ↑  Ghosh, Avirup; Ghosh, Deep; Mukhopadhyay, Satyanarayan. . The European Physical Journal C. 2021-03-05, 81 (11): 1038. Bibcode:2021EPJC...81.1038G. S2CID 244400805. arXiv:2103.03650 . doi:10.1140/epjc/s10052-021-09848-5.
7. ↑  Bass, Steven D.; De Roeck, Albert; Kado, Marumi. . Nature Reviews Physics. 2021-04-14, 3 (9): 608–624. S2CID 233231660. arXiv:2104.06821 . doi:10.1038/s42254-021-00341-2.
8. ↑  
P.A.M. Dirac. . Proceedings of the Royal Society of London A. 1928, 117 (778): 610–624. Bibcode:1928RSPSA.117..610D. doi:10.1098/rspa.1928.0023 .
9. ↑  Sarkar, Utpal. . CRC Press. 2007: 429. ISBN 978-1-58488-931-1.
10. ↑  A. D. Sakharov. . Journal of Experimental and Theoretical Physics Letters. 1967, 5: 24–27  [2022-06-16]. （原始内容存档于2019-05-16）. and in Russian, A. D. Sakharov. . ZhETF Pis'ma. 1967, 5: 32–35  [2022-06-16]. （原始内容存档于2019-06-06）. republished as A. D. Sakharov. . Soviet Physics Uspekhi. 1991, 34 (5): 392–393  [2022-06-16]. Bibcode:1991SvPhU..34..392S. doi:10.1070/PU1991v034n05ABEH002497. （原始内容存档于2021-01-25） （Russian及English）.
11. ↑  
A. A. Penzias; R. W. Wilson. . Astrophysical Journal. 1965, 142: 419–421. Bibcode:1965ApJ...142..419P. doi:10.1086/148307.
12. ↑  
J. W. Cronin; V. L. Fitch;  et al. . Physical Review Letters. 1964, 13 (4): 138–140. Bibcode:1964PhRvL..13..138C. doi:10.1103/PhysRevLett.13.138 .
13. 1 2  
M. E. Shaposhnikov; G. R. Farrar. . Physical Review Letters. 1993, 70 (19): 2833–2836. Bibcode:1993PhRvL..70.2833F. PMID 10053665. S2CID 15937666. arXiv:hep-ph/9305274 . doi:10.1103/PhysRevLett.70.2833.
14. ↑  Boubakir, A.; Aissaoui, H.; Mebarki, N. . International Journal of Modern Physics A. 2021-02-18, 36 (33). Bibcode:2021IJMPA..3650244B. S2CID 231979493. arXiv:2102.09931 . doi:10.1142/S0217751X21502444.
15. ↑  Griffiths, David J.  2nd. Weinheim [Germany]: Wiley-VCH. 2008  [2022-06-16]. ISBN 978-3-527-40601-2. OCLC 248969635. （原始内容存档于2022-05-08）.
16. ↑  
A. Riotto; M. Trodden. . Annual Review of Nuclear and Particle Science. 1999, 49: 46. Bibcode:1999ARNPS..49...35R. S2CID 10901646. arXiv:hep-ph/9901362 . doi:10.1146/annurev.nucl.49.1.35 .
17. ↑  
Lin, C.L. . Letters in High Energy Physics. 2021, 221: 1. arXiv:2010.08245 . doi:10.31526/LHEP.2021.221.
18. ↑  
Lin, C.L. . Symmetry. 2023, 15: 1051. arXiv:2209.12490 . doi:10.3390/sym15051051.
19. ↑  
V. A. Kuzmin; V. A. Rubakov; M. E. Shaposhnikov. . Physics Letters B. 1985, 155 (1–2): 36–42. Bibcode:1985PhLB..155...36K. doi:10.1016/0370-2693(85)91028-7.
20. ↑  Croon, Djuna; Howard, Jessica N.; Ipek, Seyda; Tait, Timothy M. P. . Physical Review D. 2020-03-31, 101 (5): 055042. Bibcode:2020PhRvD.101e5042C. ISSN 2470-0010. arXiv:1911.01432 . doi:10.1103/PhysRevD.101.055042 .
21. ↑  Fujikura, Kohei; Harigaya, Keisuke; Nakai, Yuichiro; Wang, Ruoquan. . Journal of High Energy Physics. 2021-03-08, 2021 (7): 224. Bibcode:2021JHEP...07..224F. S2CID 232168718. arXiv:2103.05005 . doi:10.1007/JHEP07(2021)224.
22. ↑  Curtin, David; Jaiswal, Prerit; Meade, Patrick. . Journal of High Energy Physics. 2012-08-01, 2012 (8): 5. Bibcode:2012JHEP...08..005C. ISSN 1029-8479. S2CID 118747227. arXiv:1203.2932 . doi:10.1007/JHEP08(2012)005 （英语）.
23. 1 2 3  Cline, James M. . 2006-11-22. arXiv:hep-ph/0609145 .
24. 1 2 3  Alonso-Álvarez, Gonzalo; Elor, Gilly; Escudero, Miguel. . Physical Review D. 2021-01-07, 104 (3): 035028. Bibcode:2021PhRvD.104c5028A. S2CID 231419063. arXiv:2101.02706 . doi:10.1103/PhysRevD.104.035028.
25. 1 2  Elor, Gilly; Escudero, Miguel; Nelson, Ann E. . Physical Review D. 2019-02-20, 99 (3): 035031. Bibcode:2019PhRvD..99c5031E. ISSN 2470-0010. arXiv:1810.00880 . doi:10.1103/PhysRevD.99.035031 .
26. ↑  Particle Data Group; Tanabashi, M.; Hagiwara, K.; Hikasa, K.; Nakamura, K.; Sumino, Y.; Takahashi, F.; Tanaka, J.; Agashe, K.; Aielli, G.; Amsler, C. . Physical Review D. 2018-08-17, 98 (3): 030001. Bibcode:2018PhRvD..98c0001T. doi:10.1103/PhysRevD.98.030001 .
27. ↑  BABAR Collaboration; Lees, J. P.; Poireau, V.; Tisserand, V.; Grauges, E.; Palano, A.; Eigen, G.; Stugu, B.; Brown, D. N.; Kerth, L. T.; Kolomensky, Yu. G. . Physical Review D. 2013-06-05, 87 (11): 112005. doi:10.1103/PhysRevD.87.112005 .
28. ↑  Belle Collaboration; Lutz, O.; Neubauer, S.; Heck, M.; Kuhr, T.; Zupanc, A.; Adachi, I.; Aihara, H.; Asner, D. M.; Aushev, T.; Aziz, T. . Physical Review D. 2013-06-27, 87 (11): 111103. doi:10.1103/PhysRevD.87.111103 .

### 教科書
- E. W. Kolb & M. S. Turner. . Perseus Publishing. 1994. ISBN 978-0-201-62674-2.

### 預印本
- A. D. Dolgov. . Surveys in High Energy Physics. 1997, 13 (1–3): 83–117. Bibcode:1998SHEP...13...83D. S2CID 119499400. arXiv:hep-ph/9707419 . doi:10.1080/01422419808240874.
- A. Riotto. . High Energy Physics and Cosmology. 1998: 326. Bibcode:1999hepc.conf..326R. arXiv:hep-ph/9807454 .
- M. Trodden. . Reviews of Modern Physics. 1999, 71 (5): 1463–1500. Bibcode:1999RvMP...71.1463T. S2CID 17275359. arXiv:hep-ph/9803479 . doi:10.1103/RevModPhys.71.1463.